# Johann Jacob Reinhard

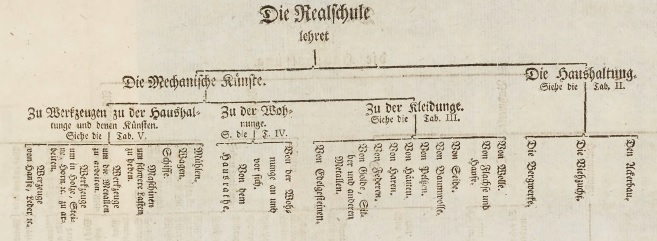
Tabelle I zu Reinhards Entwurf eines Lehrplans für Realschulen

Johann Jacob Reinhard (* 13. April 1714 in Diez; † 6. September 1772 in Karlsruhe) war ein Baden-Durlachischer Geheimrat und Staatsrechtler. Er gehörte zu den wichtigsten Beratern des jungen Markgrafen (späteren Großherzogs) Karl Friedrich von Baden.

## Herkunft und Familie
Reinhards Vater, Jakob, stand in Diensten des hessischen Landgrafen Karl. Auch seine Mutter stammte aus einer hessischen Beamtenfamilie.
Reinhard heiratete 1743 in Wetzlar die Tochter des nassauischen Kanzleirates Johann Heinrich Archenholz, Sophia Frederika. Aus dieser Verbindung sind zwei Kinder bekannt:
- Wilhelmine Henriette ⚭ Jacob Friedrich Eberhard[1]
- Maximilian Wilhelm († 16. Mai 1812) baden-durlachischer Geheimer Rat[2]

Die badische Hofmalerin Sophie Reinhard war eine Enkelin von Reinhard und deren Bruder Wilhelm Reinhard erlangte – wie sein Vater Maximilian Wilhelm – ein hohes Amt in der Regierung des Großherzogtums Baden, womit die Familie Reinhard über drei Generationen die badischen Geschicke mitgestalten konnte.

### Stammliste (Auszug)
- Jakob ⚭ Wilhelmina Philippina Margaretha Dilthey[3]
  - Johann Jacob ⚭ 30. Mai 1743 Sophia Friederica Archenholtz
    - Maximilian Wilhelm (* 25. Dezember 1748; † 16. Mai 1812) ⚭ 19. August 1774 Jacobina Margaretha Pastert
      - Sophie Karoline Friederike Petronella
      - Wilhelm Emanuel (* 1. September 1776; † 26. November 1858) ⚭ 26. Juni 1803 Amalia Meier
      - Elisabetha Henrietta, (* 1778)
      - Carl Friedrich (* 1780)
      - Caroline Sophia Friederica (* 17. Februar 1784; † 20. Dezember 1853) ⚭ 18. Juni 1804 Christoph Jakob Eisenlohr

(Quelle:)

## Leben
Reinhard besuchte die Schule in Diez und ab 1729 die Hohe Schule Herborn, bevor er sich 1731 an der Universität Halle immatrikulierte. Er studierte u. a. bei den Rechtswissenschaftlern Justus Henning Böhmer und Johann Lorenz Fleischer. 1734 legte er die Prüfung als Lizenziat beider Rechte ab.
1734 begab er sich in die Dienste des Hauses Nassau-Dietz und wirkte auch als Anwalt beim Reichskammergericht in Wetzlar. 1740 trat er in die Dienste der Grafen von Wied und ein Jahr später in jene des Hauses Solms. 1743 begann er als Hofrat seinen Dienst für die Markgrafschaft Baden-Durlach, für die er zunächst wieder beim Reichskammergericht tätig war. Die Verbindung entstand über den Titular-Markgrafen Karl Wilhelm Eugen von Baden-Durlach, der kurzfristig Mitglied der vormundschaftlichen Regierung seines Landes war.
1746 wurde er Geheimrat der Markgrafen von Baden-Durlach. Da er der Reformierten Kirche angehörte, konnte er unter der vormundschaftlichen Regierung der lutherischen Markgrafschaft bis 1754 nicht an den Sitzungen des Geheimrats teilnehmen. Er konnte sich jedoch unter den Hofratspräsidenten Friedrich Johann Emich von Üxküll-Gyllenband und August Johann von Hahn aufgrund seiner exzellenten Kenntnisse – insbesondere als Staatsrechtler – eine starke Stellung erarbeiten und wurde einer der wichtigsten Berater des jungen Markgrafen Karl Friedrich von Baden-Durlach, der 1746 seine Regentschaft antrat.
Reinhard ist der Autor der baden-durlachischen Hofgerichtsordnung von 1752 mit der die Verfahren beschleunigt und verkürzt wurden. Das effizientere Rechtswesen führte zu mehr Rechtssicherheit im Lande. 1755 wurde er Geheimer Hofrat und 1759 Wirklicher Geheimer Rat.
Reinhard gehörte auch zu den Wegbereitern einer Bevölkerungsstatistik (Seelentabellen) der Markgrafschaft, die 1763 und 1767 in Dekreten geregelt wurde.
1764 beteiligte sich Reinhard an der Gründung einer ökonomischen Gesellschaft in Karlsruhe, die von Johann August Schlettwein betrieben wurde - Reinhard war jedoch kein Physiokrat.
Bei Aushandlung des Erbvertrages zwischen der Markgrafschaft Baden-Durlach und der Markgrafschaft Baden-Baden (1759 bis 1765) erarbeitete er die durchlachische Argumentation und war er als Organisator maßgeblich an diesem für die badische Geschichte wichtigen Werk beteiligt. Nachdem 1771 die Wiedervereinigung der badischen Markgrafschaften im Oktober 1771 erfolgt war, konnte Reinhard die Umsetzung des Vertrages nur noch kurze Zeit verfolgen, da er am 6. September 1772 verstarb.
Während Reinhards Studienzeit in Halle wirkten dort auch die Brüder Johann Julius Hecker und Andreas Petrus Hecker die später als Realschulpädagogen Realschulen gründeten. Es wird angenommen, dass Reinhard mit diesen in Kontakt kam und sich mit der Frage der Realschulen beschäftigte. Reinhard selbst führt den Grundgedanken der Realschule in seinem 1765 publizierten Aufsatz „Kurzer Entwurf zu einer Realschule, vor Orte, so bereits mit denen gewöhnlichen Schulen versehen seind“ auf Christian Thomasius zurück. Der Aufsatz enthält die Skizze eines Lehrplans für eine zweijährige Ausbildung in einer der zehn Fachklassen, deren Aufgaben er beschreibt. Die Gründung einer Realschule (1767) und einer architektonischen Zeichenschule (1768) in Karlsruhe, sowie der Zeichenschulen in Durlach (1768), Pforzheim (1770) und die Einrichtung entsprechender Klassen in Müllheim und bei den Pädagogien in Lörrach und Emmendingen ist seiner Initiative zuzuschreiben.
Seine umfangreiche Bibliothek zeugt von den vielseitigen wissenschaftlichen Interessen Reinhards. Der Katalog der zu deren Versteigerung 1771 gedruckt wurde umfasst 131 Seiten und enthielt die Hauptwerke der Staats-, Kameral-, Polizei- und Rechtswissenschaft.
Reinhard wird von den Biografen des badischen Großherzogs Karl Friedrich als „Vielleicht der weitest-umfassende Genius unter den Staatsdiener der ersten Zeit“ gesehen.

## Veröffentlichungen (Auszug)
→ siehe Wikisource
- Abhandlung von dem Erbfolgsrecht deren Töchtern vor denen Stammsvett*. – 1746
- Diatriba de iure Imperatoris et Imperii in Rempublicam Genuensem. – 1747
- Juristisch- und historische kleine Ausführungen. – 1745–1749
- Neue Anmerkungen von der Lehensfolge aus der Gemeinschaft ohne Mitbe*. – 1762
- Rerum Palatinarum ... Scriptorum Vol. .... – 1748
- Ritterschaftlicher Ungrund und behauptete Gräflich Solmische Landsäßig- und Steuerbarkeit der sämtlichen Güter in und bey Södel, in Sachen der Gebrüdern Herren von Pappenheim und der anmaßlich intervenirenden mittelrheinischen Reichs-Ritterschaft contra den regierenden Herrn Grafen Solms Hohen Solms Lich – wobey zugleich die Klagenden Seite in den druckgegebenen so genannte Cameral actenmäßige Species facti gründlich widerlegt wird: Mit Beylagen A-Ff. 1742
- Tractatio succincta de iure forestali Germanorum. – 1738
- Tractatio succincta de iure forestali Germanorum. – 1759
- Vermischte Schriften. – 1760–1767
- Vernünfftig- und rechtliche Gedanken […]. – 1743
- Verzeichnis der Bücher und anderer Stücke etc. […]. – um 1772